# Dinastia erodiana
La dinastia erodiana fu una dinastia ebraica di origine edomita, i cui membri governarono con alterne fortune la Palestina come sovrani clienti dell'Impero romano dal 37 a.C. al 92. Prende il nome dal suo rappresentante più famoso, Erode il Grande.

## Storia

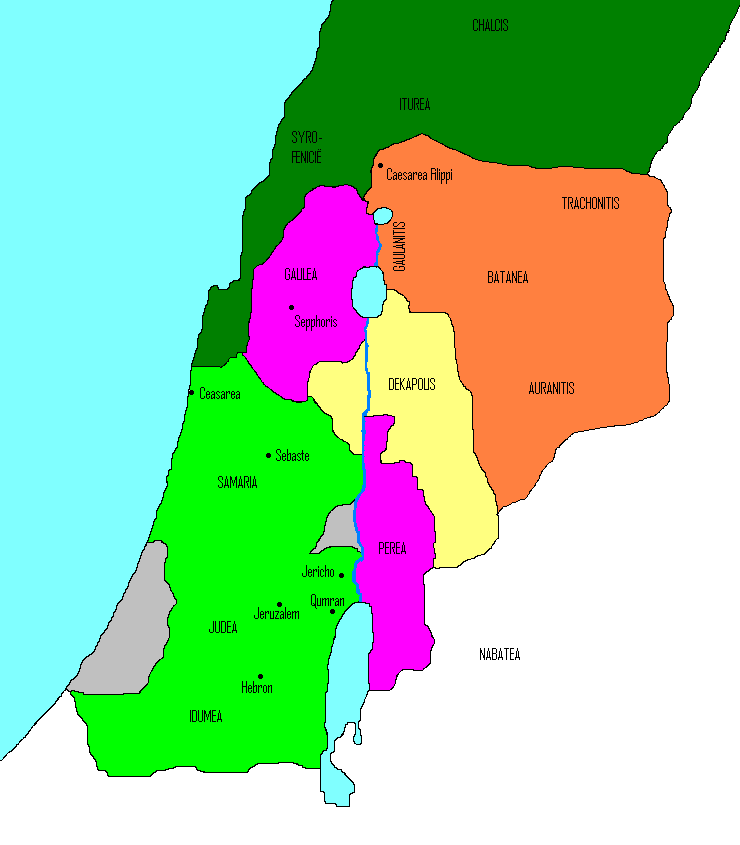
Suddivisione del regno di Erode il Grande alla sua morte:
Territorio di Erode Archelao, dal 6 Giudea
Territorio di Erode Antipa
Territorio di Erode Filippo II
Territorio di Salomè I
Provincia romana della Siria
Città autonome della Decapoli

Territorio di Erode Archelao, dal 6 Giudea
     Territorio di Erode Antipa
     Territorio di Erode Filippo II
     Territorio di Salomè I
     Provincia romana della Siria
     Città autonome della Decapoli

### Origini: Antipa e Antipatro
Il sovrano giudeo Giovanni Ircano I (134–104 a.C.), appartenente alla dinastia degli Asmonei, espanse il Regno di Giuda fino a comprendere l'Idumea; gli abitanti di questa regione, gli Edomiti, furono obbligati a convertirsi, e divennero dunque giudei. Sotto il regno di Alessandro Ianneo (103–76 a.C.), un edomita di nome Antipa fu nominato strategos dell'Idumea, mantenendo questo ruolo anche durante il regno di Salomè Alessandra (76–67 a.C.).
Il figlio di Antipa, il fondatore della dinastia erodiana Antipatro (I), divenne il principale consigliere e ministro di Giovanni Ircano II, e riuscì a mantenere delle ottime relazioni con i Romani, che nel 63 a.C. avevano conquistato la Palestina. Giulio Cesare nominò Antipatro procuratore di Giudea nel 47 a.C.; a sua volta Antipatro nominò i propri figli Fasaele ed Erode (il Grande), avuti dalla moglie Cipro, governatori rispettivamente di Gerusalemme e Galilea. Nel 43 a.C. Antipatro fu assassinato; i suoi due figli, però, restarono in carica, e furono elevati al rango di tetrarchi da Marco Antonio (41 a.C.).

### Apogeo: Erode il Grande
Nel 40 a.C., il principe asmoneo Antigono II riuscì a riconquistare il regno dei suoi avi alla testa di truppe partiche, con le quali riuscì a sconfiggere ed espellere i Romani. Erode fuggì a Roma, dove fu riconosciuto sovrano della Giudea da Marco Antonio e Ottaviano. Nel 37 a.C. Erode completò la riconquista del proprio regno, che governò per 34 anni, morendo nel 4 a.C.
Erode si sposò dieci volte, ebbe 15 figli e 16 nipoti, e i membri della sua famiglia si sposarono tra di loro, da una parte, e si combatterono per il trono, dall'altra. Lo stesso Erode mise a morte una moglie e tre figli, tanto che lo scrittore tardo imperiale Macrobio attribuisce una battuta ad Augusto, di cui Erode era sovrano vassallo, secondo la quale era preferibile essere un maiale (in greco ὑς, hus) di Erode piuttosto che suo figlio (ὑιος, huios).
Ebbe infatti un primo figlio, Antipatro, che allontanò da corte quando prese in moglie una principessa asmonea, Mariamne, la quale gli diede due figli maschi, Alessandro e Aristobulo, prima di essere messa a morte per tradimento a seguito del complotto dei famigliari di Erode stesso. Mentre Alessandro e Aristobulo erano a Roma per essere educati alla corte di Augusto, Erode sposò altre mogli, da cui ebbe Filippo (I), Archelao, Antipa, Filippo (II), Erode (II) e Fasaele (II). Tornati in Palestina e primi nella linea di successione, Alessandro e Aristobulo si misero in opposizione al padre, cui rinfacciavano la morte della madre; Erode richiamò Antipatro a corte e i tre entrarono in contrasto. Alessandro e Aristobulo entrarono in rotta e si riconciliarono col padre per due volte; la terza, invece, Erode li fece mettere a morte (7 a.C.). Antipatro, divenuto primo nella linea di successione, fu condannato per tradimento e giustiziato, appena cinque giorni prima del padre (4 a.C.); la terza moglie fu esiliata e il di lei figlio, Filippo (I), rimosso dalla linea di successione.

### Figli di Erode
Alla morte di Erode il Grande, avvenuta nel 4 a.C., il suo regno fu suddiviso da Augusto seguendo in linea di massima le volontà del defunto sovrano. Ad Archelao furono affidate Giudea, Idumea e Samaria; Antipa ottenne Galilea e Perea; a Filippo (II) andarono Batanea, Traconitide, Auranitide e Gaulantide; Salomè, sorella di Erode, ottenne alcune città (Iamnia, Azoto, Faselide e Ascalona) e le relative rendite.

## Membri della dinastia erodiana

### Matrimoni di Erode
| Nr. | Name            | n./m.            | Padre     | Madre | Matrimonio | Moglie                   | n./matr./m.   | Note                                                      |
| --- | --------------- | ---------------- | --------- | ----- | ---------- | ------------------------ | ------------- | --------------------------------------------------------- |
| 1   | Erode il Grande | 73 a.C. / 4 a.C. | Antipatro | Cipro | A          | Doride                   | matr. 47      | Allontanata da corte e poi richiamata                     |
| 1   | Erode il Grande | 73 a.C. / 4 a.C. | Antipatro | Cipro | B          | Mariamne (I)             | 54? / 37 / 29 | Asmonea, nipote di Giovanni Ircano II                     |
| 1   | Erode il Grande | 73 a.C. / 4 a.C. | Antipatro | Cipro | C          | (Nipote)                 | matr. 30?     |                                                           |
| 1   | Erode il Grande | 73 a.C. / 4 a.C. | Antipatro | Cipro | D          | (Cugina)                 | matr. 29?     |                                                           |
| 1   | Erode il Grande | 73 a.C. / 4 a.C. | Antipatro | Cipro | E          | Mariamne (II)            | matr. 23      | Figlia di Simone Boeto, matrimonio terminato col divorzio |
| 1   | Erode il Grande | 73 a.C. / 4 a.C. | Antipatro | Cipro | F          | Maltace                  | matr. 27 m. 4 | Samaritana                                                |
| 1   | Erode il Grande | 73 a.C. / 4 a.C. | Antipatro | Cipro | G          | Cleopatra di Gerusalemme | matr. 25      |                                                           |
| 1   | Erode il Grande | 73 a.C. / 4 a.C. | Antipatro | Cipro | H          | Pallade                  | matr. 21      |                                                           |
| 1   | Erode il Grande | 73 a.C. / 4 a.C. | Antipatro | Cipro | I          | Fedra                    | matr. 19      |                                                           |
| 1   | Erode il Grande | 73 a.C. / 4 a.C. | Antipatro | Cipro | L          | Elpide                   | matr. 17      |                                                           |

### Figli di Erode
| Nr. | Nome                                                   | n. /m.            | Padre     | Madre          | Matrimonio | Consorte                     | n./matr. /m.   | Note                                                                         |
| --- | ------------------------------------------------------ | ----------------- | --------- | -------------- | ---------- | ---------------------------- | -------------- | ---------------------------------------------------------------------------- |
| 2   | Antipatro                                              | n. 45? m. 4       | Erode [1] | Doride [1A]    | A          | (figlia di Antigono asmoneo) | matr. 14?      |                                                                              |
| 2   | Antipatro                                              | n. 45? m. 4       | Erode [1] | Doride [1A]    | B          | Mariamne [21]                | matr. 5?       | nipote                                                                       |
| 3   | Alessandro                                             | n. 36? m. 7       | Erode [1] | Mariamne [1B]  | A          | Glafira                      | matr. 17       | figlia di Archelao di Cappadocia                                             |
| 4   | Aristobulo                                             | n. 35? m. 7       | Erode [1] | Mariamne [1B]  | A          | Berenice                     | n. 36 matr. 17 | figlia di Salome, sorella di Erode [1]                                       |
| 5   | (figlio)                                               | n. 33? m. Roma    | Erode [1] | Mariamne [1B]  |            |                              |                |                                                                              |
| 6   | Salampsio                                              | n. 33?            | Erode [1] | Mariamne [1B]  | A          | Fasaele                      | n. 44 matr. 7  | cugino (figlio di Fasaele, fratello di Erode [1])                            |
| 7   | Cipro                                                  | n. 32?            | Erode [1] | Mariamne [1B]  | A          | Antipatro                    | n. 34? matr. 7 | cugino (figlio della sorella di Erode [1])                                   |
| 8   | Erode (anche noto come Erode Boeto ed Erode Filippo I) | n. 22?            | Erode [1] | Mariamne [1E]  | A          | Erodiade [20]                |                | nipote                                                                       |
| 9   | Archelao                                               | n. 23?            | Erode [1] | Maltace [1F]   | A          | Mariamne [21]                |                |                                                                              |
| 9   | Archelao                                               | n. 23?            | Erode [1] | Maltace [1F]   | B          | Glafira [3A]                 |                | moglie divorziata di Alessandro [3]                                          |
| 10  | Antipa                                                 | n. 21?            | Erode [1] | Maltace [1F]   | A          | (figlia di Areta IV)         |                |                                                                              |
| 10  | Antipa                                                 | n. 21?            | Erode [1] | Maltace [1F]   | B          | Erodiade [20]                |                | moglie divorziata [8A] di Erode Filippo I [8]                                |
| 11  | Olimpiade                                              | n. 19?            | Erode [1] | Maltace [1F]   | A          | Giuseppe                     | n. 45?         | cugino (figlio di Giuseppe, fratello di Erode [1])                           |
| 12  | Erode Filippo II                                       | n. 20? m. 34 d.C. | Erode [1] | Cleopatra [1G] | A          | Salome [41]                  |                | nipote                                                                       |
| 13  | Erode                                                  | n. 18 m. ca. 4    | Erode [1] | Cleopatra [1G] | ?          | ?                            | ?              | ?                                                                            |
| 14  | Fasaele                                                | n. 19? m. ca. 4   | Erode [1] | Pallade [1H]   | ?          | ?                            | ?              | ?                                                                            |
| 15  | Rossana                                                | n. 18?            | Erode [1] | Fedra [1I]     | A          | (figlio di Ferora)           | n. 30? matr. 4 | cugino (Ferora era il fratello di Erode [1]); fidanzamento voluto da Augusto |
| 16  | Salome                                                 | n. 17?            | Erode [1] | Elpide [1J]    | A          | (figlio di Ferora)           | n. 30? matr. 4 | cugino (Ferora era il fratello di Erode [1]); fidanzamento voluto da Augusto |

### Nipoti di Erode
| Nr. | Nome             | n. /m.            | Padre          | Madre                   | Matrimonio    | Coniuge                    | n. /matr. /m.    | Note                                              |
| --- | ---------------- | ----------------- | -------------- | ----------------------- | ------------- | -------------------------- | ---------------- | ------------------------------------------------- |
| 17  | Erode di Calcide | n. 15 m. 48 d.C.  | Aristobulo [4] | Berenice [4A]           | A             | Mariamne [28]              | n. 1?            | cugina                                            |
| 17  | Erode di Calcide | n. 15 m. 48 d.C.  | Aristobulo [4] | Berenice [4A]           | B             | Berenice [35]              |                  | nipote                                            |
| 17  | Erode di Calcide | n. 15 m. 48 d.C.  | Aristobulo [4] | Berenice [4A]           | C             | (figlia di Antipatro [32]) |                  | nipote                                            |
| 18  | Erode Agrippa I  | n. 13? m. 44 d.C. | Aristobulo [4] | Berenice [4A]           | A             | Cipro [26]                 |                  | cugina                                            |
| 19  | Aristobulo       | n. 10?            | Aristobulo [4] | Berenice [4A]           | A             | Iotapa                     |                  | figlia di Sampsiceramo II, re di Emesa            |
| 20  | Erodiade         | n. 8?             | Aristobulo [4] | Berenice [4A]           | A             | Erode Filippo I [8]        | n. 22?           | zio, divorziato                                   |
| 20  | Erodiade         | n. 8?             | Aristobulo [4] | Berenice [4A]           | B             | Antipa [10]                | n. 21?           | zio                                               |
| 21  | Mariamne         | n. 16?            | Aristobulo [4] | Berenice [4A]           | A             | Antipatro [2]              |                  | zio (possibile fidanzamento)                      |
| 22  | Antipatro        | n. 15?            | Fasaele [6A]   | Salampsio [6]           | ?             | ?                          | ?                | ?                                                 |
| 23  | Erode            | n. 13?            | Fasaele [6A]   | Salampsio [6]           | ?             | ?                          | ?                | ?                                                 |
| 24  | Alessandro       | n. 11?            | Fasaele [6A]   | Salampsio [6]           | ?             | ?                          | ?                | ?                                                 |
| 25  | Alessandra       | n. 9?             | Fasaele [6A]   | Salampsio [6]           | A             | Timio di Cipro             |                  | nessun figlio                                     |
| 26  | Cipro            | n. 7?             | Fasaele [6A]   | Salampsio [6]           | A             | Erode Agrippa I [18]       | n. 13 m. 44 d.C. | Cugino                                            |
| 27  | Cipro            | n. 12?            | Antipatro [7A] | Cipro [7]               | A             | Alesse Selcia              |                  | figlio del marito di Salome, sorella di Erode [1] |
| 28  | Mariamne         | n. 1?             | Giuseppe [11A] | Olimpiade [11]          | A             | Erode di Calcide [17]      |                  | nipote di Erode [1], bisnonno materno             |
| 29  | Alessandro       | n. 12?            | Alessandro [3] | Glafira [3A]            | A             | ?                          |                  | nobildonna                                        |
| 30  | Tigrane          | n. 11? m. 36 AD   | Alessandro [3] | Glafira [3A]            | nessun figlio | nessun figlio              | nessun figlio    | nessun figlio                                     |
| 31  | Figlio           | n. 13?            | Antipatro [2]  | figlia di Antigono [2A] | A             | figlia di Ferora           | n. 13?           | Ferora era un fratello di Erode [1]               |
| 32  | (figlia)         | n. 12?            | Antipatro [2]  | ?                       | A             | Erode di Calcide [17]      | n. 15? m. 48     | Cugino                                            |